# نجع عبد الرسول
قرية نجع عبد الرسول أبو حسوبة هي إحدى القرى التابعة لمركز أسيوط في محافظة أسيوط في جمهورية مصر العربية. حسب إحصاءات سنة 2006، بلغ إجمالي السكان في نجع عبد الرسول أبو حسوبة 6005 نسمة، منهم 2907 رجل و3098 امرأة.